# 斯維季利尼亞
50°34′11″N 31°8′57″E / 50.56972°N 31.14917°E
斯維季利尼亞（烏克蘭語：Світильня）是位於烏克蘭北部的村莊，由基辅州布羅瓦里區的大季梅爾卡市鎮負責管轄。該村始建於897年，面積4.15平方公里，海拔高度110米，2001年人口1,284，人口密度每平方公里309.4人。